# 아다치 리카
아다치 리카(일본어: 足立 梨花, 1992년 10월 16일 ~ )는 일본의 배우이다.
미에현 미에군 코모노정 출신. 호리프로 소속.

## 내력
2007년 중학교 3학년 때 제32회 《호리프로 탤런트 스카우트 캐러밴》에 아버지의 추천으로 응모하여, 5만 1923명 중에서 그랑프리로 뽑힌다.

## 출연

### 드라마
- 미래강사 메구루 제8·10화 (2008년 2월 29일·3월 14일, TV 아사히) - 학생·이즈미역
- 선생님은 대단해! (2008년 4월 12일, 닛폰 TV) - 스즈키 모모 역
- 스크랩 티쳐~교사 재생~ (2008년 10월 11일 ~ 12월 13일, 닛폰 TV) - 타마치 논 역
- 드라마 8 〈트윈 스피카〉 (2009년 6월 18일 ~ 7월 30일, NHK 종합) - 우키타 마리카 역
- 소름 6 (2009년 10월 7일, 후지 TV)
- 연속 TV 소설 (NHK)
  - 《게게게의 여보》 제1주 (2010년 3월 29일 ~ 4월 3일) - 이이다 유키에 (유소년기) 역
  - 《아마짱》 (2013년 4월 1일 ~ 9월 28일) - 아리마 메구 역
- 해머 세션! 제7화 (2010년 8월 21일, TBS) - 나카사토 미호 역
- 토요 시대극 〈은밀팔백팔거리〉 (2011년 1월 8일 ~ 3월 26일, NHK 종합) - 치요 역
- 이로도리히무라 제5화 (2012년 11월 12일, TBS) - 마이코 역
- 파트너 season 11 제13화 〈행복한 왕자〉 (2013년 1월 23일, TV 아사히) - 노마 아즈미 역
- 쿠로유로 단지~서장~ 제9·10화 (2013년 6월 4·11일, TBS) - 하야마 나나 역
- 야마다군과 7인의 마녀 제1화 (2013년 8월 10일, 후지 TV) - 사사키 린 역
- 도쿄 토이박스 최종화 (2013년 12월 21일, TV 도쿄) - 모모타 모모 역
- 대도쿄 토이박스 (2014년 1월 4일 ~ 3월 29일, TV 도쿄) - 주연·모모타 모모 역
- 토쿠보우 경찰청특수방범과 제2화 (2014년 4월 10일, 요미우리 TV) - 츠보쿠라 카오리 역
- 블랙 프레지던트 제7화 (2014년 5월 20일, 칸사이 TV) - 타카오카 마유미 역
- 근거리 연애~Season Zero~ (2014년 7월 19일 ~ 10월 11일, 닛폰 TV) - 타카토 리리코 역
- 우리가 프러포즈를 받지 못하는, 101가지 이유가 있었다 제8화 (2014년 12월 23일, LaLa TV) - 타카하시 나츠미 역
- 한신·아와지 대지진 20년 드라마 《스무 살과 한 마리》 (2015년 1월 17일, NHK) - 키노시타 사라 역
- 후쿠오카 연애백서 10 열 번째 종소리가 울릴 때 (2015년 3월 27일, 큐슈 아사히 방송) - 주연·나카무라 미유 역
- 어서 오세요, 우리 집에 (2015년 4월 13일 ~ 6월 15일, 후지 TV) - 호바라 마리에 역
- 정말로 있었던 무서운 이야기 (후지 TV)
  - 여름 특별편 2015 〈기기괴괴 여자 기숙사〉 (2015년 8월 29일) - 카네코 마코토 역
  - 20주년 스페셜 〈책상과 바다〉 (2019년 10월 1일) - 카와시마 유키 역
- 사이렌 형사×그녀×완전 악녀 제1화 (2015년 10월 20일, 칸사이 TV) - 노하나 역
- 연속 드라마 W 오판 (2015년 11월 22일 ~ 12월 27일, WOWOW) - 아키 역
- 코우노도리 제7화 (2015년 11월 27일, TBS) - 야마다 이쿠미 역
- 우산을 갖지 않는 개미들은 제1화 (2016년 1월 9일, 후지 TV) - 나카무라 아미카 역
- 오사카 순환선 제9화 〈마지막 데이트〉 (2016년 3월 8일, 칸사이 TV) - 메이 역
- 토나리노 신센구미 (2016년 4월 7일 ~ 8월 18일, 후지 TV) - 콘도 이사미 역
- 하야코 선생님, 결혼한다니 정말인가요? 제2화 (2016년 4월 28일, 후지 TV) - 메구로 역
- 특집 드라마 〈마지막 선물〉 (2016년 5월 2일, NHK) - 미즈시마 모에미 역
- 수족관 걸 (2016년 6월 17일 ~ 8월 12일, NHK) - 코시마 쿠미코 역
- 영업부장 키라 나츠코 (2016년 7월 21일 ~ 9월 22일, 후지 TV) - 칸자키 아스카 역
- 수수하지만 굉장해! 교열걸 코노 에츠코 (2016년 10월 15일 ~ 12월 7일, 닛폰 TV) - 이마이 세실 역
  - 수수하지만 굉장해! DX 교열걸 코노 에츠코 (2017년 9월 20일)
- 후라리 마츠오 바쇼 (2016년 11월 3일 ~ 2017년 12월 28일, 후지 TV) - 마츠오 바쇼 역
- 유성 방송국~쌍둥이자리 유성군 LIVE~프로그램 내 연작 쇼트 드라마 〈뮤지션의 여동생〉 (2016년 12월 13일, BS 재팬)
- 안녕하세요, 여배우 사가라 이츠키입니다. 제3화 (2017년 3월 21일, TV 도쿄) - 점원·스즈키 아이 역
- 사람은 겉모습이 100% (2017년 4월 13일 ~ 6월 15일, 후지 TV) - 키시네 카스미 역
- 메이에키 1초메 1번 1호 사람과, 행복을, 잇는 곳. (2017년 5월 13일, 츄쿄 TV) - 주연·이와이 하루카 역
- 과수연의 여자 SEASON 17 제17화 (2018년 3월 15일, TV 아사히) - 카와라자키 아이 역
- 오 마이 점프! ~소년 점프가 지구를 구한다~ 제10화 (2018년 3월 17일, TV 도쿄) - 의사 역
- 소문의 여자 (2018년 4월 14일 ~ 6월 23일, BS 재팬) - 주연·이토이 미유키 역
- 도망화 제3화 (2018년 4월 28일, BS 재팬) - 이토이 미유키 역
- 한계단지 (2018년 6월 2일 ~ 7월 28일, 토카이 TV/후지 TV 계) - 사쿠라이 에리코 역
- 연속 드라마 W 미나토 가나에 포이즌 도터 홀리 마더 제1화 〈포이즌 도터〉·제2화 〈홀리 마더〉 (2019년, WOWOW) - 주연·후지요시 유미카 역
- 백의의 전사! 제8화 (2019년 6월 5일, 닛폰 TV) - 아이자와 사오리 역
- 나는 아직 너를 사랑하지 않을 수 있다 (2019년 7월 15일 ~ 12월 10일, 후지 TV) - 주연·미타라이 요 역
- 경시청 제로계~생활안전과 뭐든지 상담실~ SEASON4 제1화 (2019년 7월 19일, TV 도쿄) - 야마구치 카오루 역
- 사기형사 (2019년 8월 31일 ~ 9월 28일, NHK 종합) - 무카이 아리사 역
- 절대영도 ~미연범죄잠입수사~ Season4 제6화 (2020년 2월 10일, 후지 TV) - 마츠나가 유키 역
- 일요 프라임 가사 재판소의 사람 (2020년 5월 17일, TV 아사히) - 히구치 히나코 역

### 영화
- 사랑 유통 센터 (2008년 7월) - 주연·치카코 역
- 일본 소녀들이 원하는 것 (2009년 5월) - 주연·타마에 역
- 음악인 (2010년 5월) - 미나미 카렌 역
- 고, 보이즈!: 마지막 잎새 사수 프로젝트 (2011년 8월) - 타마키 역
- Good Luck (2012년 3월) - 히라노 유미 역
- 가면라이더×가면라이더 위저드&포제 MOVIE 대전 얼티메이텀 (2012년 12월) - 오오키 미요코 역
- 혈투: 그라운드의 약속 (2013년 8월) - 나오 역
- 극장판 도쿄 전설 공포의 인간 지옥 (2014년 6월) - 주연·유리 역
- 사랑한다고 말해 (2014년 7월) - 무토 아이코 역
- 소름 -극장판 2- (2014년 9월)
- 판타스틱 걸스 (2015년 2월) - 주연·아키모토 타케미 역
- 극장령 (2015년 11월) - 노무라 카오리 역
- MARS~다만, 널 사랑하고 있어~ (2016년 6월) - 나카지마 히로미 역
- 상처투성이의 악마 (2017년 2월) - 주연·카사이 마이 역
- 아야메군의 여유로운 육식 일지 (2017년 10월) - 주연·츠바키 데이지 역
- 키스할 수 있는 만두 (2018년 6월) - 주연·후지타 요코 역
- 극간남 (Stalking Vampire) Movie (2018년 12월 12일) - 메구미 역

### 무대
- 기획 연극 집단 보쿠라 단기 〈오버 스마일〉 (2011년 8월 31일 ~ 9월 4일·9월 16일 ~ 18일)
- 네르케 플래닝 리딩 드라마 〈만약 네가.〉 (2011년 12월 21일 ~ 25일)
- 2LDK (2013년 10월)
- 콩트와 음악 vol.02 〈타인 관계〉 (2020년 9월 11일 ~ 14일)

### 뮤직 비디오
- 안젤라 아키 〈편지〉 (2008년)
- 유스케 〈라이온〉 (2010년)
- bonobos 〈삼월의 프리즘〉 (2014년)
- 야마자루 〈바람〉 (2015년)
- HANDSIGN 〈내가 너의 귀가 될게〉 (2017년)